# Марков, Михаил Дмитриевич
Михаил Дмитриевич Марков (8 ноября (20 ноября) 1884 года—12 марта 1938 года) — псаломщик Русской православной церкви, мученик, скончался в заключении.

## Биография
Михаил Марков родился 8 ноября (20 ноября) 1884 года в семье Дмитрия Маркова, крестьянина села Глухино, которое входило в Клинский уезд Московской губернии. Родители Михаила вели крестьянское хозяйство, а также изготавливали пиломатериалы. По окончании сельской школы Михаил помогал родителям; со временем он освоил ремесло бондаря и стал изготовлять бочки на продажу.
В 1930-х годах Михаила дважды привлекали к судебной ответственности «за невыполнение твёрдого задания».
На протяжении многих лет Михаил состоял в церковном совете и нёс служение псаломщика в Тихвинской церкви. Данное обстоятельство власти сочли за преступление: 14 ноября 1937 года его арестовали и заключили в Таганскую тюрьму в Москве. Допрошен он был на следующий день, но виновным себя не признал. Следствие было скоротечным и завершилось уже 16 ноября, а 19 ноября тройка НКВД приговорила его к десяти годам заключения в исправительно-трудовом лагере по обвинению в контрреволюционной агитации.
31 декабря 1937 года Михаил Марков поступил в один из Мариинских лагерей Сиблага ОГПУ (Кемеровская область) и скончался от голода 12 марта 1938 года в Мариинском распределителе Сиблага.
Место погребения неизвестно.

## Канонизация и почитание
Канонизирован определением Священного Синода Русской православной церкви от 27 декабря 2005 года по представлению Московской епархии.
Память совершается в Собор новомучеников и исповедников Российских и 27 февраля (12 марта) (в день мученической кончины).

## Комментарии
1. ↑  Уголовный кодекс РСФСР 1927 года содержал статью 61, которая предусматривала наказание за «отказ от выполнения повинностей, заданий или производства работ, имеющих общегосударственное значение». Таковые, например, включали обязательства индивидуальных хозяйств сдавать зерно, имевшие форму твёрдых заданий или контрактов. Невыполнение подобных обязательств рассматривалось как «отказ от выполнения повинностей».

См.: Соломон П. Советская юстиция при Сталине Архивная копия от 1 июля 2017 на Wayback Machine.
«Твёрдые задания» не всегда были связаны со сдачей хлеба: известны случаи уголовного преследования «за невыполнение твёрдого задания по лесозаготовкам».

См.: Леонтьев Н. В. Мартиролог Минусинского региона, конец 1920-1950-х гг. (недоступная ссылка) // Минусинский региональный краеведческий музей им. Н. М. Мартьянова.
Невыполнение «твёрдых заданий» известно из жизнеописаний и других новомучеников. Например, священномученик Михаил Успенский за «невыполнение твёрдых заданий» был судим четырежды, подвергся аресту и конфискации имущества.

См.: УСПЕНСКИЙ МИХАИЛ АЛЕКСЕЕВИЧ. «Древо», открытая православная энциклопедия.